# Први сремски партизански одред
Први сремски партизански одред је био партизанска јединица у саставу Народноослободилачке војске и партизанских одреда Југославије током Другог светског рата у Југославији.

## Историјат
Пети батаљон Трећег НОП одред Треће оперативне зоне Хрватске, наредбом Главног штаба Војводине од 19. јула 1943. преформиран је у 1. и 2. сремски НОП одред. Оба одреда имала су и по једну диверзантску групу, а из њиховог састава образоване су две Пограничне чете за контролу Дунава, од Земуна до Илока, и Саве, од Земуна до Жупање.
При формирању 1. сремски НОПО имао је 3 батаљона (400 бораца) и дејствовао је у источном делу Срема (источно од друма Сремска Митровица—Лежимир). Садејствујући 3. војвођанској бригади учествовао је у нападу ноћу 29/30. августа на немачко-усташко-домобранско упориште Ириг и ноћу 3/4. септембра на Купиново и Бољевце. Дао је 7. октобра два батаљона за формирање 4. војвођанске бригаде. У њему су остале две чете 1. батаљона, једна чета 3. батаљона и Погранична чета (укупно 280 бораца), од којих су ускоро формирана два батаљона; половином новембра Одред је префомииран у три батаљона. Нападајући непријатељски саобраћај, уништио је ноћу 26/27. децембра 1943. немачко-усташко упориште Бапску.
Половином јануара 1944. дао је 2. и чету 3. батаљона за формирање 6. војвођанске бригаде, и остао са два батаљона. У 1944. наставио је диверзантске акције у источном Срему и уништавао квислиншке општинске управе. Крајем априла Фрушкогорски батаљон ушао је у састав 6. војвођанске бригаде. Водећи сталне борбе против непријатеља, Одред је јачао и мобилизацијом бораца формирао нове батаљоне; 16. маја дао је још један батаљон 6. војвођанској бригади, а већ јула 1944. имао је поновно 3 батаљона са око 600 бораца. За време непријатељске противофанзиве Житни цвет (јун—август 1944) 1. сремски НОП одред дејствује у источном Срему (заседа на Галовичком каналу код Шимановаца, борба на Јарчини, а са 6. бригадом у рејону Фрушке горе (борбе код села Бешенова, Прњавора и Гргуреваца, Манђелоске пустаре и села Чалме).
На основу наредбе Главног штаба Војводине од 22. јула м 1944. од 1. и 2. сремског народноослободилачког партизанског одреда су формирани Фрушкогорски, Посавски и Босутски народноослободилачки партизански одред, који су 11. септембра 1944. преформирани у 8, 10. односно 9. војвођанску бригаду.